# Exemplum
Un exemplum era el nom amb què es designava en la literatura medieval a certs contes que s'utilitzaven per a il·lustrar una opinió, una sentència o ensenyar. Normalment es solien incloure en els sermons, tot i podien anar sols, circulant de forma oral o escrita.
El seu origen es remunta a l'Antiguitat, però al segle xii, durant l'Edat Mitjana, aconsegueix el seu moment de màxima difusió i el seu ús s'estendrà fins ben arribat el segle xviii.
La seva funció és anàloga a la de la paràbola, ja que per una banda, s'usa la narrativa per fer entenedor i accessible un pensament, i per una altra banda es busca donar un reflex instructiu de com actuar correctament en la vida quotidiana.
L'origen dels exemples utilitzats podia ser de procedència molt diversa: alguns provenien de textos religiosos i vides de sants; de textos de l'Antiguitat clàssica; altres eren exemples reals de fets històrics i una altra part eren extrets de la tradició dels relats orientals.
A partir del segle xii van aparèixer obres marc o col·leccions, com El Conde Lucanor, que tenien com a propòsit recollir i difondre els exempla més populars.